# Daimon Hellstrom
Daimon Hellstorm, también conocido como el Hijo de Satanás y la Tormenta Infernal, es un personaje ficticio que aparece en los cómics estadounidenses publicados por Marvel Comics.
Daimon hará su primer debut en vivo en la serie de televisión del Universo Cinematográfico de Marvel en Hulu para Hellstorm (2020), interpretado por Tom Austen.

## Historial de publicación
Alentados por el éxito de los títulos Ghost Rider y The Tomb of Dracula, ambos de los cuales protagonizaron personajes relacionados con el ocultismo, Stan Lee propuso una serie protagonizada por Satanás, que se titulará La marca de Satanás. El editor Roy Thomas tenía reservas sobre esta idea y sugirió una serie centrada en el hijo de Satanás. (Debido a un descuido, "La marca de Satanás" se menciona en una propaganda en Ghost Rider # 1.)

## Biografía
Daimon nació en el pueblo ficticio de Greentown, Massachusetts. Él es el hijo de Satanás y una mujer mortal llamada Victoria Wingate (su padre más tarde fue reconvertido en un demonio llamado Marduk Kurios. que en realidad era el Lucifer bíblico, según N'Garai). Daimon y su hermana, Satana, fueron entrenados por su padre en el arte de la magia, aprovechando el poder que les otorga su oscura herencia. Sin embargo, mientras Satana abrazaba su herencia, Daimon se aferraba a su humanidad. Cuando su madre descubrió quién era realmente su marido, se volvió loca. Daimon y Satana fueron separados y colocados en diferentes hogares después de que su madre fuera institucionalizada y su padre fuera expulsado al infierno. Daimon creció en un orfanato de jesuitas, sin escuchar una palabra de su padre o hermana. Se convirtió en profesor de antropología en la Universidad de St. Louis. Luego se estableció como un investigador oculto y defensor de la humanidad, luchando contra las fuerzas arcanas oscuras, principalmente las de su padre, bajo el nombre de "Hijo de Satanás", como demonólogo y exorcista. 
En su primera aparición, Daimon luchó contra Satanás y Witch-Woman, junto a Ghost Rider. Poco después, comenzó una larga asociación con los Defensores al ayudarlos a luchar contra Asmodeus (líder de los Hijos de Satannish) y Satannish. También ayudó a los Defensores a luchar contra la tercera encarnación de los Hijos de la Serpiente. Más tarde, junto a la Antorcha Humana, luchó contra los Dryminextes. Luego se encontró con Satana por primera vez como adulta. Junto a la Cosa, luchó contra Kthara. Junto a Ghost Rider de nuevo, luchó contra Challenger. El siguiente Hellstrom luchó contra el Poseedor.
Después de que Steve Gerber dejó de escribir el libro, Hellstrom comenzó a trabajar en el Departamento de Parapsicología de la Universidad del Distrito de Columbia, donde tenía una amistad con una profesora que era Wiccan.Después de estos eventos, rara vez fue visto por un tiempo. Una de sus pocas aventuras registradas durante este tiempo fue nuevamente con los Defensores, luchando contra Hulk.El regresó a un papel más activo cuando se involucró con los Defensores una vez más, esta vez se convirtió en un miembro activo del grupo. Trabajó con el equipo para luchar contra la Mano de Seis Dedos, y Satanás lo llevó al infierno. Posteriormente fue expulsado del infierno por Satanás y se reincorporó a los Defensores. Junto a Luke Cage, luchó contra los Hijos de Satannish nuevamente. Hellstrom luego luchó contra un demonio sin nombre que había tomado su lugar como "Daimon Hellstrom". Junto a los Defensores, luchó contra el Hombre Milagro, quien robó el "Alma oscura" de Daimon, la esencia de su malvada herencia. Junto a los Defensores, Hellstrom luchó a Perro Loco y Fuerza Mutante. Luego se casó con su compañera de equipo Patsy Walker, alias Gata Infernal. Junto a los Defensores, Cutlass, Typhoon y Hannibal King, Hellstrom luchó contra Minerva Bannister.
Junto a Gata Infernal y los Vengadores de la Costa Oeste, más tarde luchó contra Maestro Pandemonio, Allatou y Gente Gato. Más tarde exorcizó el espíritu de Lincoln Slade del cuerpo de Hamilton Slade. Junto a los Vengadores de la Costa Oeste de nuevo, luchó contra las fuerzas de Seth.
Daimon y Patsy se retiraron de la aventura y Daimon emprendió una búsqueda personal de significado. Viajó a un monasterio donde el Hombre Milagro se había refugiado. Cuando el Hombre Milagro robó el "Alma oscura" de Daimon, Daimon descubrió que era humano, pero también se estaba muriendo. Patsy finalmente usó un libro oscuro en posesión de Daimon para convocar a "Satanás" y le suplicó que salvara la vida de Daimon. Sin embargo, para hacer esto, Daimon tuvo que recuperar su alma oscura y una vez más convertirse en el "Hijo de Satanás". Daimon fue re-imbuido con su esencia, pero al presenciar la "verdadera cara" del mal de Daimon, Patsy se volvió loca. Daimon la mantuvo lejos de miradas indiscretas en su finca en Fire Lake, donde pasaba la mayoría de los días dormida o balbuceando aparentemente al azar. Permanecería allí hasta que un día recuperara la suficiente cordura para llorar por haber devuelto al mundo ese mal, y se suicidó con la ayuda de un ser conocido como Deathurge.
Daimon luchó contra la Escuela de Negro. Ahora llamándose a sí mismo "Hellstorm", finalmente descubrió una forma de vencer a su padre. Daimon descubrió el verdadero nombre de su padre, Marduk Kurios, y utilizó el poder de este conocimiento para finalmente matarlo. Daimon se convirtió en el nuevo "Satanás", gobernando el infierno de su padre. Utilizó este poder para permitir que Hawkeye y sus Thunderbolts devolvieran a Patsy de entre los muertos.
En la miniserie de Hellcat, Daimon le dijo a su esposa que nunca fue realmente el hijo de Marduk Kurios; su verdadero padre fue Satannish, quien era el mismo hijo de Dread, Dormammu. Daimon afirmó que había sido padre como parte de un complot para tomar el control de las diversas dimensiones del "Infierno". Estas afirmaciones, sin embargo, contradijeron fuertemente la historia establecida de Hellstorm. Desde entonces se ha establecido que Hellstorm mentía deliberadamente a Patsy cuando hizo estas afirmaciones; su amor por Patsy lo llevó a alejarla con la esperanza de que ella estaría más feliz sin él.
Hellstorm usó esta afirmación para asumir el control sobre el reino de Satannish y heredó el derecho de Dormammu a gobernar según lo designado por las poderosas "Llamas de Faltine". Sin embargo, sin Satannish o Dormammu respaldando a Daimon, Mephisto pudo ganar el control de la gran mayoría del "Infierno".
Daimon fue reclutado por Kyle Richmond para los Defensores como parte de la Iniciativa de los cincuenta estados. Trabajando fuera de la Iniciativa, este equipo fue posteriormente disuelto a la fuerza por H.A.M.M.E.R.
Daimon fue llevado a A.R.M.O.R. para unirse a los Hijos de la Medianoche y enfrentar una amenaza zombi interdimensional. Los Hijos de Medianoche se dirigen a Taino para contener el virus zombi, pero terminan en una batalla con las fuerzas de Capucha. Durante el brote en la isla, el demoníaco Dormammu posee a su compañera Jennifer Kale, aunque Daimon lo exorciza. La misión termina siendo un éxito, aunque la cabeza del zombi Deadpool se escapa.
El Doctor Strange lo busca como un potencial reclamante del título de Hechicero Supremo. Sin embargo, es atacado primero por Capucha, que está atacando a posibles usuarios de magia que también podrían reclamar el título y, ayudado por él y por el Hermano Vudú (ahora por el Doctor Vudú, como el nuevo Hechicero Supremo), logran desterrar a Dormammu. dejando a Capucha sin poder por un tiempo. En algún momento alrededor del Reinado Oscuro, Hellstrom, después de haber sido informado por un sacerdote satanista del Anticristo, jura matar al niño y, uniéndose una vez más con la exnovia Jaine Cutter, rescata al Jinete Fantasma del ángel renegado Zadkiel. Las fuerzas y, finalmente, los Jinetes unidos pueden recuperar el Cielo, derrocar a Zadkiel y triunfar sobre las fuerzas que Satanás lanzó contra ellos.
Durante la historia de la Guerra del Caos, Hellstrom se levanta de las fosas del infierno para informar al "Escuadrón de Dios" recién reunido que el reino de fuego de su padre había caído sobre las hordas del Rey del Caos, y que todas las almas muertas del Inframundo estaban ahora bajo su esclavo. Hellstrom une fuerzas con el Escuadrón de Dios y enfrenta sus poderes demoníacos contra los de los esclavizados Zeus, Hera y Ares, para poco éxito, y luego viaja con ellos en un último intento desesperado de sellar a Mikaboshi en Yomi.
En las páginas de Avengers Undercover, Daimon Hellstrom aparece como miembro de la encarnación del Consejo de la Sombra de los Maestros del Mal. Se lo ve en el círculo interior del Barón Helmut Zemo (quien se convirtió en el segundo líder de Maestros del Mal después de la muerte de Max Fury). Cullen Bloodstone le dice a los héroes adolescentes que lo siguieron que Daimon Hellstrom lo ha estado ayudando a controlar su forma de Glaratrox. Daimon Hellstrom estaba con Barón Zemo, Madame Máscara y Constrictor cuando vieron a los héroes adolescentes enfrentarse a Arcade en el Casino Massacrer. Cuando S.H.I.E.L.D. detiene a los héroes adolescentes y los coloca en un centro de detención de S.H.I.E.L.D., Daimon Hellstrom teletransporta todo el edificio a Bagalia, donde el Barón Zemo ofrece al grupo la oportunidad de unirse a los Maestros del Mal. Se muestra que Daimon Hellstrom vive en Hellstrom Manor en Hell Town, Bagalia.
Luego regresa a las páginas de Vengadores de Jason Aaron, donde ayuda al equipo exorcizando el Dodge Charger del Ghost Rider (Robbie Reyes).
Hellstrom apareció más tarde como profesor de la Academia Strange, donde enseña Inferno junto a Magik.

## Poderes y habilidades
Como gobernante de una dimensión del infierno, Hellstorm tiene un poder virtualmente ilimitado en su propia dimensión. Potencialmente, puede realizar virtualmente cualquier hazaña mágica.
Como tormenta de tormentas, gracias a su herencia demoníaca, Daimon Hellstrom pudo sentir la presencia de lo sobrenatural y podía lanzar hechizos para transportarse a sí mismo y a otros a dimensiones místicas y regresar a la Tierra. Es posible que otros poderes que exhibió en este momento no hayan surgido de sí mismo (ya que había perdido su "Alma oscura", ver más abajo), sino de su tridente mágico. Hellstorm podría proyectar energía mística en forma de "soulfire" (también llamado "hellfire") desde su tridente, causando un dolor insoportable en los seres vivos a través del contacto directo de la fuerza vital de una persona. El Soulfire no se quemó físicamente en el sentido en que lo hace el verdadero fuego, y Hellstrom podría proyectar el Soulfire como una explosión de fuerza contundente. Podría usar Soulfire para varios otros efectos, incluyendo el vuelo y las transformaciones físicas.
Como el Hijo de Satanás, Hellstrom poseía poderes sobrenaturales derivados de su "alma oscura", una contraparte demoníaca de su alma humana, que se manifestó físicamente en la marca de nacimiento en forma de pentagrama en su pecho. El Darksoul le otorgó una fuerza sobrehumana y la capacidad de proyectar Soulfire. Pudo cambiarse mágicamente en su traje demoníaco a voluntad, extendiendo los tres dedos del medio de cada mano en forma de tridente, concentrándose y dejando que su Soulfire envolviera su cuerpo. Una vez, Hellstrom usó sus poderes para viajar a través del tiempo a la antigua Atlántida.
Como Hellstorm y el Hijo de Satanás, Hellstrom manejaba un tridente hecho de netharanium, un metal "psicosensible" que solo se encuentra en el reino extradimensional de "Satanás". El tridente era un medio a través del cual las energías mágicas, como el alma de Hellstrom, podían amplificarse y proyectarse. Al proyectar el Soulfire a través del tridente, Hellstrom podría ganar suficiente empuje para levitar y volar durante cortos períodos de tiempo.
También usó un carro de fuego tirado por tres caballos demoníacos alados.
Daimon Hellstrom es un experto en demonología y un exorcista altamente experimentado con cierto conocimiento de los ritos místicos. Tiene un título avanzado en teología y es autodidacta en demonología.

## Otras versiones

### Ultimate Marvel
En el universo de Ultimate Marvel, el Hijo de Satanás apareció por primera vez en el sexto número de The Ultimates 2, pero tenía un pequeño papel que solo sirvió para desarrollar la historia de Hank Pym. Es miembro de un equipo de vigilantes amateurs, sin poder, llamados Defensores, a quienes también les faltan poderes, excepto Henry Pym / Giant-Man. También es llamado "Damien" por Nighthawk. Lleva un "disfraz" que es una mezcla de elementos punk rock y góticos, que incluyen maquillaje facial oscuro, cabello rosado brillante y múltiples pírsines. Cuando se le pregunta si en realidad es el hijo de Satanás, simplemente responde "¿Estás retrasado?"
En Ultimate Comics: New Ultimates, se reveló que este Hijo de Satanás es en realidad un espía (a la COINTELPRO) para S.H.I.E.L.D., probablemente para vigilar tanto a Giant Man como a los aspirantes a héroes, y un miembro de reserva de The Ultimates. Su nombre se revela como Daimon Hellstorm.
El hijo de Satanás reaparece como un nuevo miembro de Ultimates en Ultimate Comics: New Ultimates, habiendo ganado poderes de una fuerza misteriosa, que luego se revela como el hermano de Thor, Loki.

### MAX
El escritor de ciencia ficción Alexander Irvine escribió la miniserie Hellstorm: Hijo de Satanás, protagonizada por Hellstrom como un héroe en el post- Hurricane Katrina New Orleans para la marca MAX, la línea de lectores maduros de Marvel.

### Ruins
En Warren Ellis, Ruins, una serie de dos partes que tiene lugar en una realidad distópica del Multiverso Marvel donde todo salió mal, se menciona una versión de Hellstrom en los títulos narrativos del personaje principal de la serie, Phil Sheldon. En el camino para entrevistar a Rick Jones, Sheldon pasó junto a una mujer con un "bebé gris" en sus brazos con una fístula en el pecho. La mujer afirma que por un dólar, se le permitiría escuchar a la fístula diciendo: "Nuestro señor está muerto". Cuando Sheldon intentó alejarse rápidamente de la mujer, ella gritó: "No olvides el nombre del bebé, Él será el Mesías algún día ... Daimon Hellstrom. No te olvides de Daimon Hellstrom".

## En otros medios

### Televisión
Daimon Helstrom aparece en Helstrom (2020), interpretado por Tom Austen.Esta versión es un profesor de ética en la Universidad Gateway de Oregón que trabaja como exorcista. En su batalla contra un mundo oculto, Helstrom está decidido a erradicar a los demonios, incluido su padre, a medida que surgen.

### Videojuegos
- Daimon Hellstrom aparece como un personaje jugable en el juego Marvel : Avengers Alliance como un personaje desbloqueable. En la temporada 2 se transforma en uno de los Dignos como Angrir: Destructor de Almas.
- Daimon Hellstrom aparece como un personaje jugable en el juego Marvel Future Fight.[46]

## Recepción
Daimon Hellstrom, el Hijo de Satanás fue clasificado # 12 en una lista de personajes monstruosos de Marvel Comics en 2015.